# Hiroshi Nakada

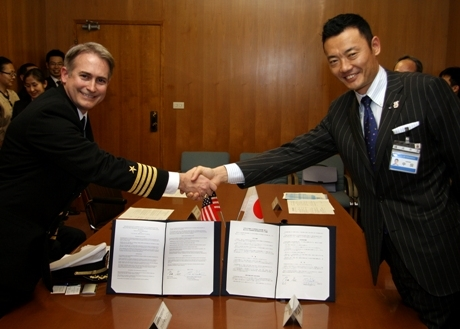
Hiroshi Nakada (rechts)

Hiroshi Nakada (jap. 中田 宏, Nakada Hiroshi; * 20. September 1964 in Yokohama, Kanagawa) ist ein japanischer Politiker (Neue Japan-Partei→NFP→Mushozoku no Kai→parteilos→Nippon Sōshintō→Nippon Ishin no Kai→Jisedai no Tō→parteilos→LDP), LDP-Verhältniswahlabgeordneter im Oberhaus, ehemaliger Abgeordneter im Unterhaus und von 2002 bis 2009 Bürgermeister von Yokohama, der Präfekturhauptstadt von Kanagawa.

## Leben
Nakada studierte an der Aoyama-Gakuin-Universität, an der er im März 1989 graduierte.
Politisch engagierte sich Nakada 1992 bei der Gründung der Nihon Shintō, einer bis 1994 bestehenden politischen Partei. 1993 wurde er im Viermandatswahlkreis Kanagawa 1 erstmals als Abgeordneter in das japanische Unterhaus gewählt, 1996 sowie 2000 erfolgte im Einmandatswahlkreis Kanagawa 8 seine Wiederwahl.
Nakada, der 2002 im Alter von 37 Jahren zum 28. Bürgermeister von Yokohama gewählt wurde, ist der jüngste je gewählte Bürgermeister einer japanischen Großstadt. 2006 wurde er im Amt bestätigt. Als Bürgermeister gelang es ihm, den Kommunalhaushalt durch Einschnitte insbesondere bei den Personalkosten zu konsolidieren.
Im Sommer 2009 trat er zurück, um sich der nationalen Politik zuzuwenden. Er gründete anschließend gemeinsam mit anderen Kommunal- und Präfekturpolitikern, darunter Hiroshi Yamada, Bürgermeister von Suginami, die Partei Yoi kuni tsukurō! Nippon shimin kaigi (よい国つくろう!日本志民会議) und 2010 die Nippon Sōshintō, die bei der Oberhauswahl 2010 Sitze im nationalen Parlament erringen wollte, aber scheiterte. 2012 ging die Partei in der Nippon Ishin no Kai auf, für die Nakada bei der Unterhauswahl 2012 bei der Verhältniswahl im ländlichen Hokuriku-Shin’etsu kandidierte. Alleine vor die Wahlkreiskandidaten auf Listenplatz 1 gesetzt wurde er sicher gewählt – die Partei gewann drei der elf Mandate im Block. Bei der Spaltung der Ishin no Kai im Sommer 2014 schloss sich Nakada der Jisedai no Tō von Shintarō Ishihara und Takeo Hiranuma an. Für diese wechselte er bei der Unterhauswahl 2014 in den 18. Wahlkreis von Kanagawa, der Teile der Stadt Kawasaki umfasst, unterlag aber mit 27,2 % der Stimmen dem liberaldemokratischen Amtsinhaber Daishirō Yamagiwa (40,0 %).
Bei der Oberhauswahl 2019 kandidierte Nakada für die LDP im landesweiten Verhältniswahlwahlkreis und erreichte mit 112.581 den 21. Platz, während die LDP 19 Sitze gewann. Im April 2022 rückte er somit für Shūji Miyamoto nach, der seinen Verhältniswahlsitz für seine Kandidatur für einen Mehrheitswahlsitz bei der Nachwahl in Ishikawa automatisch verloren hatte.